# Αβγ-teorie
αβγ-teorie (anglicky alphabetical article, v překladu abecedový článek, či Alpher–Bethe–Gamow paper, αβγ-článek) je vědecký článek z oblasti fyzikální kosmologie. Byl vydán v dubnu 1948 v Physical Review. Samotný článek se jmenoval The Origin of Chemical Elements (O původu chemických prvků), je však spíše znám podle jmen fyziků, kteří pod ním byli podepsáni: Ralph Alpher, Hans Bethe a George Gamow. Tato teorie mj. předpověděla existenci reliktního záření.
Podle článku vznikly v horkém vesmíru chvíli po velkém třesku všechny chemické prvky postupným procesem, během nějž se na základní vodík a již vzniklá vyšší jádra nabalovaly další a další neutrony. αβγ-teorie se tak stala základem pro nukleosyntézu velkého třesku. Podle dalších výzkumů ale v horkém vesmíru nemohly vzniknout izotopy o atomové hmotnosti 5 a 8. Těžší prvky tak místo tohoto přibírání neutronů jednoho po druhém chvíli po velkém třesku vznikly až mnohem později termonukleární fúzí v jádrech hvězd, pod velmi vysokým tlakem. Lehké prvky tedy vznikly převážně nukleosyntézou velkého třesku popsanou v αβγ-článku, zatímco těžší až nukleosyntézou hvězdnou.

## Spory o autorství
αβγ-článek vznikl při Alpherově práci v Laboratoři aplikované fyziky při Johns Hopkins University a stal se základem jeho disertační práce; školitele mu dělal Gamow. Na práci se podílel i Robert Herman, mezi autory článku ale uveden nebyl, což kolegům nikdy neodpustil. Uveden byl naopak Gamowův přítel Hans Bethe, který na αβγ-článku ale žádnou práci neudělal, neboť namísto vzniku vesmíru se v té době zabýval jádry hvězd; o nukleosyntézu velkého třesku se zajímal až později.
Gamow, známý šprýmař, jej ale mezi autory článku (který měl navíc vyjít přesně na apríla) přesto přidal, protože chtěl, aby jména autorů připomínala začátek řecké abecedy, tedy písmena alfa, beta a gama. To se nelíbilo Alpherovi, který se obával, že přestože většinu práce na teorii a výpočtů provedl on, jeho zásluhy budou zastíněny dvěma zbývajícími autory, kteří oba patřili ve svém oboru k velikánům. Jeho obavy se potvrdily: ač na pár týdnů po obhájení své dizertační práce se Alpher stal celebritou, brzy se na něj zapomnělo a průlomová teorie byla připisována Gamowovi s Bethem.
Gamov ve své knize The Creation of the Universe z roku 1952 mj. uvedl, že „v době, kdy se začala αβγ-teorie rozpadat, uvažoval prý Bethe o tom, že by se přejmenoval na Zachariáše“ a „že Herman se tvrdohlavě brání přejmenování na Deltera“.